# Юп Хайнкес
Йозеф „Юп“ Хайнкес (на немски: Josef „Jubp“ Heynckes) е германски футболист и треньор. Роден е на 9 май 1945 г. в Мьонхенгладбах, Германия.

## Кариера като футболист
Юп Хайнкес започва кариерата си като футболист в местния Борусия (Мьонхенгладбах), където играе в периода 1963-1967 и 1970-1978. С него става 4 пъти шампион на Германия и печели по веднъж Купата на Германия и Купата на УЕФА. От 1967 до 1970 се състезава за Хановер 96. В Бундеслигата има записани 369 мача, в които е отбелязал 220 гола (така става третият най-добър реализатор в историята след Герд Мюлер – 365 гола и Клаус Фишер – 268 гола). Играе в германския национален отбор от 1967 до 1976 г., като печели Европейското първенство през 1972 г. и Световното през 1974 г.
Успехи като футболист:
- Световен шампион: 1974
- Европейски шампион: 1972
- Шампион на Германия: 1971, 1975, 1976, 1977
- Купа на Германия: 1973
- Мачове в Бундеслигата: 369 (220 гола)
- Мачове в националния отбор: 39 (14 гола)

## Кариера като треньор
Хайнкес започва своята треньорска кариера отново в родния Борусия (Мьонхенгладбах), където прекарва 8 години (1979-1987). След това той поема отбора на Байерн (Мюнхен) и печели 2 титли на Германия. След това води последователно отборите на Атлетик (Билбао), Айнтрахт (Франкфурт) и Тенерифе. През 1997 подписва с испанския гранд Реал (Мадрид). Там достига своя връх в треньорската си кариера, като печели Шампионската лига през 1998 г. след победа над Ювентус на финала. В „кралския клуб“ Хайнкес изкарва едва една година и от следващия сезон поема португалския гранд Бенфика. Следващите му периоди в Атлетик (Билбао), Шалке 04 и Борусия (Мьонхенгладбах) не са особено успешни. След уволнението на Юрген Клинсман, Хайнкес става временен треньор на Байерн Мюнхен през април 2009 г. Под негово ръководство баварският гранд стига до второто място в крайното класиране, което му дава право за участие в Шампионската лига. През лятото на 2009 година Хайнкес подписва с тима на Байер (Леверкузен), където заема мястото на напусналия Бруно Лабадия. С „аспирините“ Хайнкес постига нов рекорд като записва 24 поредни мача без загуба от началото на шампионата. Пролетния полусезон обаче е по-слаб и тима от Леверкузен достига до 4-тото място, което му дава право за участие в Лига Европа. Следващият сезон на Байер Леверкузен е още по-силен – отбора се класира на второ място в Бундеслигата.
На 25 март 2011 ръководството на Байерн (Мюнхен) обявява, че Юп Хайнкес ще бъде назначен за треньор на отбора от лятото. Хайнкес e в третия си период като треньор на Байерн. В първия си период, от 1987 до октомври 1991, той извежда баварците два пъти до титлата (1989, 1990). През 2013 достига до требъл начело на „баварците“, печелейки Шампионската лига, Бундеслигата и Купата на Германия. След като след края на сезон 2012/13 договорът на Хайнкес изтича, Юп обявява, че слага край на кариерата си като треньор.
През октомври 2017 г. Байерн освобождава треньора Карло Анчелоти и назначава отново Юп Хайнкес, който се завръща в професията.
Хайнкес има 591 мача в Бундеслигата (до края на 2011) като треньор.
Успехи като треньор:
- Шампионска лига: 1998, 2013
- Интертото: 2003, 2004
- Шампион на Германия: 1989, 1990, 2013
- Суперкупа на Германия: 1987, 1990, 2012
- Суперкупа на Испания: 1997